# Otto Braune (Komponist)

1. Seite des Autographs zur Motette Machet die Thore weit

Friedrich Wilhelm Otto Braune (* 11. Februar 1811 in Berlin; † 19. Juli 1884 in Halberstadt) war ein deutscher Komponist und Kirchenmusiker.

## Leben
Er studierte von 1830 bis 1832 am königl. Institut für Kirchenmusik in Berlin, weiterführende Ausbildung bekam er von dem Musiktheoretiker Siegfried Dehn.
Er publizierte die Reihe Caecilia, die vornehmlich geistliche Kompositionen des 17. Jahrhunderts enthielt.
1856 bewarb er sich auf die „erledigte“ (vakante) Stelle des Domkantors in Halberstadt, wo er Ostern desselben Jahres seinen Dienst antrat.
Otto Braune starb am 19. Juli des Jahres 1884 in Halberstadt, er hinterließ seine Frau Clara (geb. Rüdiger) und eine Tochter.
Die Untersuchungen zu Otto Braunes Leben und Werk stehen gerade erst am Anfang, nach bisherigen Erkenntnissen sind einige Lieder und ca. 40 Chorwerke, meist a cappella, aber auch einige mit Orchester zu erwarten.

## Kompositionen
- 6 Gesänge für eine tiefe Stimme (Alt oder Bass) mit Begleitung des Pianoforte
- 20 Motetten Op. 45. Heft I. (No. 1–7 im Druck erschienen)
- Motette zur Adventszeit Machet die Thore weit 1857
- Motette: Psalm XX
- Psalmkantate: 90. Psalm
- Noah’s Testament, komisches Lied, ged. von Martinsen, für eine Singstimme